# 小行星26640ľ
小行星26640ľ（26640 Bahýľ）是一颗绕太阳运转的小行星，为主小行星带小行星。该小行星于2000年5月9日发现。

## 轨道参数
小行星26640ľ的轨道半长轴为2.9811715 UA，离心率为0.127。